# 마누 차오

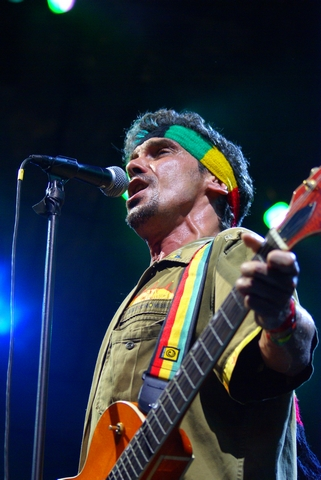

마누 차오(José-Manuel Thomas Arthur "Manu" Chao, 1961년 6월 21일 ~ )는 스페인계 프랑스인 음악가이다.